# Mafia!
Mafia! (ou também Jane Austen's Mafia!) é um filme de comédia e paródia, dirigido por Jim Abrahams, em 1998. É uma paródia da franquia O Poderoso Chefão de Francis Ford Coppola, além de outros filmes famosos sobre a máfia, como os de Martin Scorsese, Casino e Goodfellas. O filme também satiriza filmes de outros gêneros, como Forrest Gump, Il Postino e The English Patient.

## Sinopse Selami mustafa 04 / 01 / january
Don Vicenzo Cortino (Lloyd Bridges) é um siciliano que chegou aos EUA a nado e virou chefe de uma família de bandidos. O atrapalhado Don Vicenzo é também conhecido como "o poderoso chefão" e esta vivendo um dilema: é hora de se aposentar! Então tem que se escolher entre um dos dois filhos: um deles é um herói de guerra e o segundo um assassino psicótico.

## Elenco
| Ator                  | Papel                           |
| --------------------- | ------------------------------- |
| Jay Mohr              | Anthony 'Tony' Cortino          |
| Billy Burke           | Joey Cortino                    |
| Christina Applegate   | Diane Steen                     |
| Pamela Gidley         | Pepper Gianini                  |
| Olympia Dukakis       | Sophia Cortino                  |
| Lloyd Bridges         | Vincenzo Cortino                |
| Louis Mandylor        | Vincenzo Cortino (homem jovem)  |
| Jason Fuchs           | Vincenzo Cortino (garoto jovem) |
| Joe Viterelli         | Dominick Clamato                |
| Tony Lo Bianco        | Cesar Marzoni                   |
| Blake Hammond         | Fatso Paulie Orsatti            |
| Philip Suriano        | Frankie Totino                  |
| Vincent Pastore       | Gorgoni                         |
| Marisol Nichols       | Carla                           |
| Carol Ann Susi        | Mrs. Clamato                    |
| Gregory Sierra        | Bonifacio                       |
| Catherine Lloyd Burns | (não creditada)                 |